# Dmitri Kozontsjoek

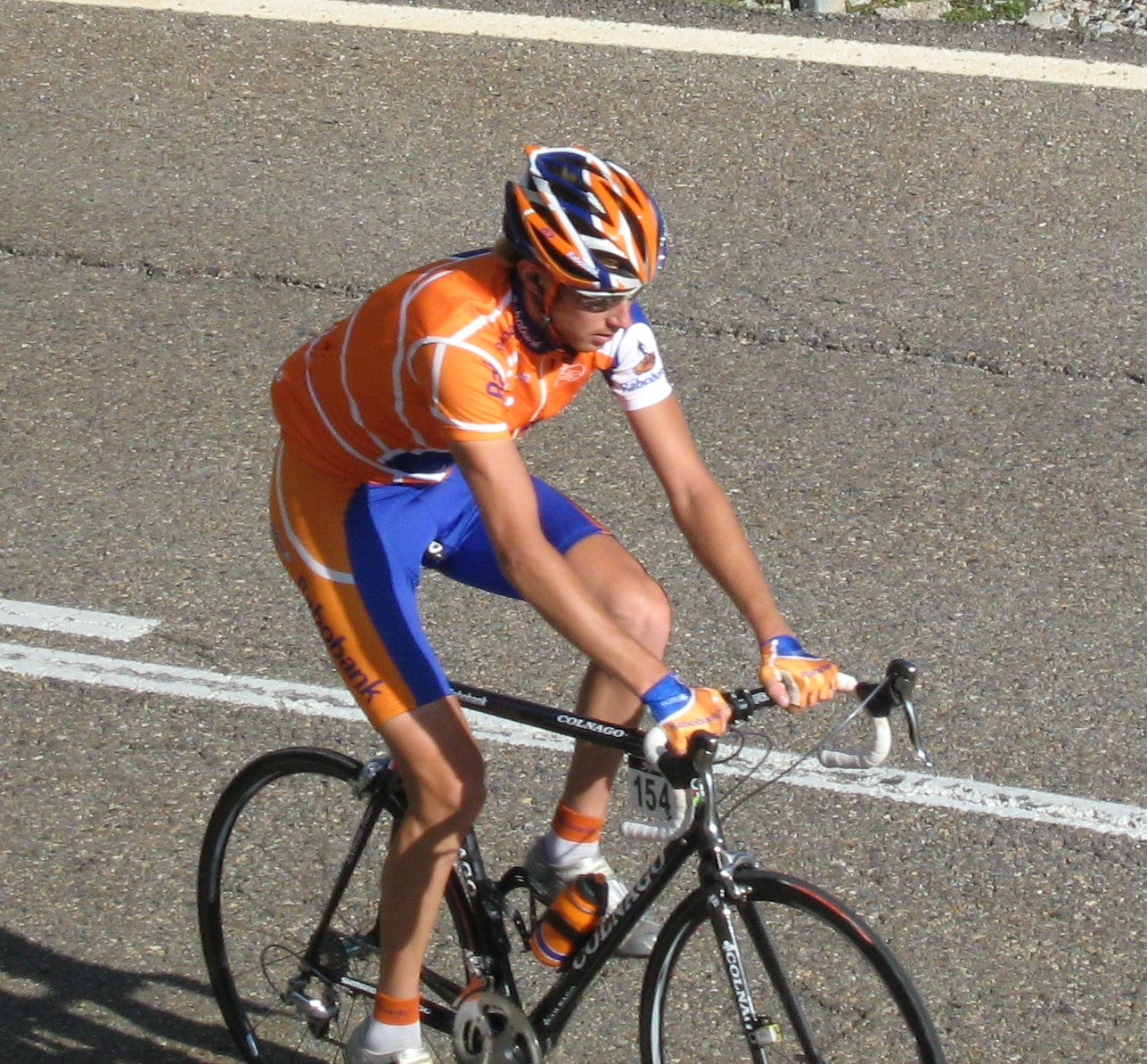
Dmitri Kozontsjoek in de Ronde van Spanje 2008.

Dmitri Anatoljevitsj Kozontsjoek (Russisch: Дмитрий Анатольевич Козончук; Voronezj, 5 april 1984) is een Russisch wielrenner die anno 2018 rijdt voor Gazprom-RusVelo.
In 2005 trad Kozontsjoek toe tot de opleidingsploeg Rabobank Continental Team, waar hij een aantal aansprekende prestaties behaalde zoals een etappe in Olympia's Tour en Parijs-Roubaix voor beloften. In 2007 werd hij dan ook overgeheveld naar de hoofdmacht van de Raboploeg. In 2008 won hij zowel het bergklassement als het combinatieklassement in de Ronde van Saksen.
In 2011 reed Kozontsjoek voor Geox-TMC, de opvolger van het Spaanse Footon-Servetto, samen met zijn twee ploegmaten van Rabobank Mauricio Ardila en Denis Mensjov.

## Overwinningen
2002
1e en 2e etappe deel B Tour du Pays de Vaud
Eindklassement Tour du Pays de Vaud
Eindklassement Ronde van Basilicata
2004
2e etappe Olympia's Tour
2005
3e etappe Cinturón a Mallorca
Eindklassement Cinturón a Mallorca
Parijs-Roubaix, Beloften
2006
2e etappe Ronde van Thüringen, Beloften
2008
Berg- en combinatieklassement Ronde van Saksen

## Resultaten in voornaamste wedstrijden
| Jaar | Ronde van Italië | Ronde van Frankrijk | Ronde van Spanje |
| ---- | ---------------- | ------------------- | ---------------- |
| 2007 | 100e             |                     |                  |
| 2008 | 59e              |                     | 54e              |
| 2009 | 79e              |                     |                  |
| 2010 | opgave           |                     | 132e             |
| 2011 | 75e              |                     | 122e             |
| 2012 |                  |                     |                  |
| 2013 | opgave           |                     |                  |
| 2014 |                  |                     | 95e              |
| 2015 |                  | opgave              |                  |
| 2016 |                  |                     |                  |
| 2017 | 145e             |                     |                  |

| Jaar | Milaan-San Remo | Parijs-Roubaix | Amstel Gold Race | Luik-Bast.‑Luik | Ronde van Lombardije | Waalse Pijl |
| ---- | --------------- | -------------- | ---------------- | --------------- | -------------------- | ----------- |
| 2007 |                 | opgave         |                  |                 |                      |             |
| 2008 |                 |                |                  |                 |                      |             |
| 2009 |                 |                |                  |                 | opgave               |             |
| 2010 |                 |                |                  |                 | opgave               |             |
| 2011 |                 |                |                  |                 |                      |             |
| 2012 |                 |                |                  |                 |                      |             |
| 2013 |                 |                |                  |                 |                      |             |
| 2014 |                 |                |                  | opgave          |                      | opgave      |
| 2015 | 94e             |                | 94e              | opgave          |                      | opgave      |
| 2016 |                 |                |                  |                 |                      |             |
| 2017 |                 |                |                  |                 | opgave               |             |

## Ploegen
- 2005 –  Rabobank Continental Team
- 2006 –  Rabobank Continental Team
- 2007 –  Rabobank
- 2008 –  Rabobank
- 2009 –  Rabobank
- 2010 –  Rabobank
- 2011 –  Geox-TMC
- 2012 –  RusVelo
- 2013 –  Katjoesja
- 2014 –  Team Katjoesja
- 2015 –  Team Katjoesja
- 2016 –  Team Katjoesja
- 2017 –  Gazprom-RusVelo
- 2018 –  Gazprom-RusVelo

Wielerploegen van Dmitri Kozontsjoek
Aernouts ·
Boom ·
Clement ·
Dekkers ·
F. van Dulmen ·
T. van Dulmen ·
Elijzen ·
Groenendaal · 
Heijboer ·
de Knegt (tot 28/02) ·
Kozontsjoek ·
Leezer ·
de Maar ·
Nys ·
Pauwels ·
Reus ·
Stamsnijder ·
Vanthourenhout ·
van der Velde · 

van der Ven ·
Veelers ·
Walker
Aernouts ·
de Baat ·
Boom ·
van Dulmen ·
Duijn ·
van Emden ·
Flens ·
Gesink ·
Groenendaal · 
de Knegt ·
Kozontsjoek ·
Leezer ·
Maaskant ·
Nys ·
Popov ·
Reus (tot 30/06) ·
Ruijgh ·
Stamsnijder ·
Vanthourenhout ·
van der Velde ·
Veelers ·
Walker (tot 30/06)
Ardila ·
van Bon ·
Boogerd ·
Boven ·
Brown ·
Dekker ·
Eltink ·
Flecha ·
Flens ·
Freire · 
Gesink ·
de Groot ·
Hayman · 
van Heeswijk ·
Horrillo ·
Kozontsjoek ·
Langeveld ·
Löwik ·
de Maar ·
Mensjov ·
Moerenhout ·
Niermann ·
Posthuma ·
Rasmussen (tot 31/07) ·
Reus ·
Veneberg ·
Walker ·
Weening
Ardila ·
Boven (tot 16/04) ·
Brown ·
ten Dam ·
Dekker (tot 14/08) ·
Elijzen ·
Eltink ·
Flecha ·
Flens ·
Freire · 
Gesink ·
de Groot ·
Hayman · 
Horrillo ·
Kozontsjoek ·
Langeveld ·
Leezer ·
Löwik ·
de Maar ·
Martens ·
Mensjov ·
Moerenhout ·
Mollema ·
Niermann ·
Posthuma ·
Reus ·
Tankink ·
Walker ·
Weening ·
van Emden (stagiair) 
Ardila ·
Boom ·
Brown ·
Clement ·
ten Dam ·
van Emden ·
Flecha ·
Flens ·
Freire · 
Gárate ·
Gesink ·
de Groot ·
Hayman · 
Horrillo ·
Kozontsjoek ·
Langeveld ·
Leezer ·
de Maar ·
Martens ·
Mensjov ·
Moerenhout ·
Mollema ·
Niermann ·
Nuyens ·
Posthuma ·
Reus ·
Stamsnijder ·
Tankink ·
Tjallingii ·
Weening
Ardila ·
Boom ·
Brown ·
Clement ·
ten Dam ·
van Emden ·
Flens ·
Freire · 
Gárate ·
Gesink ·
Kozontsjoek ·
Kruijswijk ·
Langeveld ·
Leezer ·
Martens ·
Mensjov ·
Moerenhout ·
Mollema ·
Niermann ·
Nuyens ·
Posthuma ·
Reus (tot 31/08) ·
Stamsnijder ·
Tankink ·
Tjallingii ·
Weening ·
van Winden · 
Bol (stagiair)
Alberio · 
Ardila · 
Blanco ·
Brändle · 
Cheula · 
Cobo ·
Colli · 
Corti · 
de la Fuente · 
Duarte · 
Durán · 
Felline ·
Florencio ·  
Gianetti · 
Gutiérrez Gutiérrez · 
Kozontsjoek · 
Kump · 
Mensjov · 
Pelucchi · 
Ratto · 
Sastre · 
Valls · 
Wyss
Arguelyes · Chatoentsev · Firsanov · Jersjov · Jeskov · Kajkov · Klimov · I. Kovaljov · J. Kovaljov · Kozontsjoek · Krasnov · Markov · Mironov · Ovetsjkin · Rovny · Savitski · Serov · Troesov · Valinin · Zoebov
Belkov · 
Broett · 
Caruso ·
Florencio ·
Goesev ·
Haller · 
Ignatenko · 
Ignatjev · 
Isajtsjev ·
Koetsjynski ·
Koeznetsov ·
Kolobnev ·
Kozontsjoek ·
Kristoff ·
Kritski ·
Losada · 
Mensjov (tot 19/05) ·
Moreno ·   
Paolini · 
Porsev ·  
Rodríguez · 
Selig ·
Smukulis · 
Špilak · 
Tsatevitsj · 
Tsjernetski ·
Trofimov ·
Vicioso · 
Vorganov ·
Vorobjov ·
Antonov (stagiair) ·
Razoemov (stagiair) ·
Nikolajev (stagiair) 
Belkov · Broett · Caruso · Goesev · Haller · Ignatenko · Ignatjev · Isajtsjev · Koetsjynski · Koeznetsov · Kolobnev · Kotsjetkov · Kozontsjoek · Kristoff · Losada · Moreno · Paolini · Porsev · Rodríguez · Rybakov · Selig · Silin · Smukulis ·  Špilak · Trofimov · Tsatevitsj · Tsjernetski · Vicioso · Vorganov · Vorobjov · Bystrøm (stagiair)
Belkov · Bystrøm · Caruso · Guarnieri · Haller · Isajtsjev · Koeznetsov · Kolobnev · Kotsjetkov · Kozontsjoek · Kristoff · Lagoetin · Losada · Machado · Moreno · Paolini · Porsev · Rodríguez · Selig · Silin · Smukulis ·  Špilak · Trofimov · Tsatevitsj · Tsjernetski · Vicioso · Vorganov · Vorobjov · Zakarin · Politt (stagiair) · Restrepo (stagiair)
Belkov · Bystrøm · Guarnieri · Haller · Isajtsjev · Koeznetsov · Kotsjetkov · Kozontsjoek · Kristoff · Lagoetin · Losada · Machado · Mamykin · Mørkøv · Politt · Porsev · Restrepo · Rodríguez · Silin · Špilak · Taaramäe · Tsatevitsj · Tsjernetski · Van den Broeck · Vicioso · Vorganov · Vorobjov · Zakarin · Maes (stagiair)
Arslanov · Bojev · Broett · Firsanov · Foliforov · Jersjov · Kozontsjoek · Lagoetin · Majkin · Nikolajev · Nytsj · Ovetsjkin · Porsev · Rovny · Rybalkin · Savitski · Sjaloenov · Solomennikov · Svesjnikov · Troesov · Vorobjov · Zakarin · Kobernjak (stagiair) · Koerjanov (stagiair) · Tsjerkasov (stagiair)
Arslanov · Bojev · Firsanov · Foliforov · Kobernjak · Koerjanov · Kozontsjoek · Lagoetin · Majkin · Nytsj · Porsev · Rovny · Rybalkin · Sjaloenov · Sjilov · Troesov · Tsjerkasov · Vlasov · Koelikov (stagiair) · Koelikovski (stagiair) · Nekrasov (stagiair)